# Igrzyska panarabskie

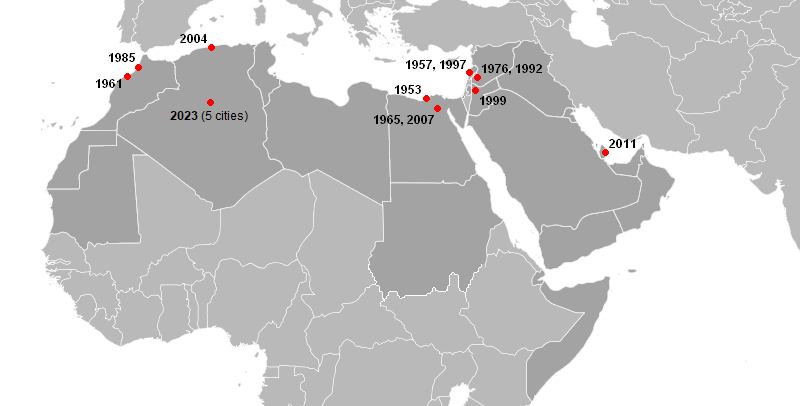
Gospodarze poszczególnych edycji igrzysk

Igrzyska panarabskie – multidyscyplinarne zawody sportowe odbywające się obecnie w interwale czteroletnim, których pierwsza edycja została przeprowadzona w roku 1953.
W zawodach startują reprezentacje krajów arabskich, których narodowe komitety olimpijskie skupione są w Unii Komitetów Olimpijskich Krajów Arabskich. Początkowo w zawodach startowali wyłącznie mężczyźni, kobiety pierwszy raz do rywalizacji przystąpiły w roku 1985. Impreza z przyczyn politycznych i finansowych była kilka razy odwoływana.

## Edycje
| Edycja | Gospodarz   | Data                                            |
| ------ | ----------- | ----------------------------------------------- |
| 1953   | Aleksandria | 26 lipca(dts) br–10 sierpnia(dts) br            |
| 1957   | Bejrut      | 13–17 października                              |
| 1961   | Casablanca  | 24 sierpnia(dts) br–8 września(dts) br          |
| 1965   | Kair        | 2–14 września                                   |
| 1975   | Damaszek    | 6–21 października                               |
| 1985   | Rabat       | 24 sierpnia(dts) br–8 września(dts) br          |
| 1992   | Damaszek    | 4–18 września                                   |
| 1997   | Bejrut      | 13–27 lipca                                     |
| 1999   | Amman       | 15–31 sierpnia                                  |
| 2004   | Algier      | 24 października(dts) br–10 października(dts) br |
| 2007   | Kair        | 11–26 listopada                                 |
| 2011   | Doha        | 9–23 grudnia                                    |
| 2015   | Bejrut      |                                                 |
| 2023   | Algieria    | 5-15 lipca                                      |